# 網走市立潮見小学校
網走市立潮見小学校（あばしりしりつ しおみしょうがっこう）は、北海道網走市潮見4丁目にある市立小学校。

## 沿革
- 1978年（昭和53年）12月20日 - 網走市議会において本校の設置を決議。
- 1979年（昭和54年）5月19日 - 校舎建築に着手。
- 1980年（昭和55年）
  - 4月1日 - 網走市立潮見小学校開校。
  - 4月10日 - 開校式と始業式を網走市総合体育館で挙行。
  - 4月14日 - 給食開始。
  - 7月6日 - 第1回運動会開催。　　
  - 9月19日 - グラウンド完成。
  - 12月6日 - 校章・校歌制定。
  - 12月25日 - 体育館・管理棟完成。
- 1981年（昭和56年）
  - 5月19日 - この日を開校記念日定める。
  - 10月3日 - 第1回子どもまつり開催。
- 1982年（昭和57年）12月13日 - 第3期工事完成（2階建て、普通教室6室、多目的ホール）。
- 1983年（昭和58年）11月22日 - 体育館に暖房設置。
- 1985年（昭和60年）6月25日 - 玄関前に車回し設置。
- 1987年（昭和62年）5月20日 - 玄関前駐車場舗装。
- 1990年（平成2年）5月20日 - 開校10周年記念式典挙行（校旗作成、アスレチック遊具の設置、記念誌の発行）。
- 1991年（平成3年）6月21日 - 体育館放送設備整備。
- 1993年（平成5年）7月19日 - 学校プール完成。
- 1994年（平成6年）6月 - 外物置設置。
- 1997年（平成9年）7月23日 - グラウンド改修。
- 1998年（平成10年）
  - 4月25日 - ストックヤード設置。
  - 5月21日 - 焼却炉撤去。
- 2000年（平成12年）7月12日 - 開校20周年記念事業として、航空写真撮影実施。
- 2001年（平成13年）
  - 8月10日 - コンピュータ教室新設。
  - 12月14日 - 特殊学級開設。
- 2003年（平成15年）
  - 5月30日 - 第1回学校評議員会。
  - 9月6日 - グラウンド遊具設置。
- 2004年（平成16年）
  - 3月 - 放送室調整卓改修。
  - 4月 - 情緒障がい児学級開設。
- 2005年（平成17年）
  - 4月 - 病弱障がい児学級開設。
  - 6月6日 - 校舎全面校章改修。
  - 6月23日 - グラウンド改修（暗渠工事）。
- 8月12日 - コンピュータ教室増設。
- 2006年（平成18年）5月9日 - 児童安全ネットワーク設立。
- 2007年（平成19年）
  - 1月9日 - 児童玄関半自動化工事。
  - 3月 - 相談室設置。
- 2009年（平成21年）
  - 4月 - 学校の教育目標改訂。職員玄関オートロック設置。
  - 6月1日 - 赤塚不二夫氏直筆画発見。
- 2010年（平成22年）5月16日 - 開校30周年記念式典挙行。歴史資料室設置。
- 2011年（平成23年）
  - 3月 - 学校図書館バーコード化。
  - 4月6日 - 学習室設置（1階、2階）、第2図書館設置（3階）。
- 2013年（平成25年）10月29日 - 電気暖房設備改修工事。

### この節の出典
- 潮見小学校沿革(潮見小学校ホームページ内)

## 学区
- 駒場北（2丁目～4丁目の各全域・5丁目の一部）、駒場南（2丁目～7丁目）、駒場の一部、潮見（1丁目～11丁目と住居表示未整備地区）、八坂[1]

## 周辺
- オホーツク総合振興局東部耕地出張所
- 駒場公園
- 網走市営潮見団地
- 北海道営潮見団地
- 潮見第三公園
- 潮見中央団地
- 潮見公園
  - ゲートボール場

## アクセス
- 網走バス「潮見団地中央」バス停下車後、徒歩約250m・約4分。